# Samuel Ritscher

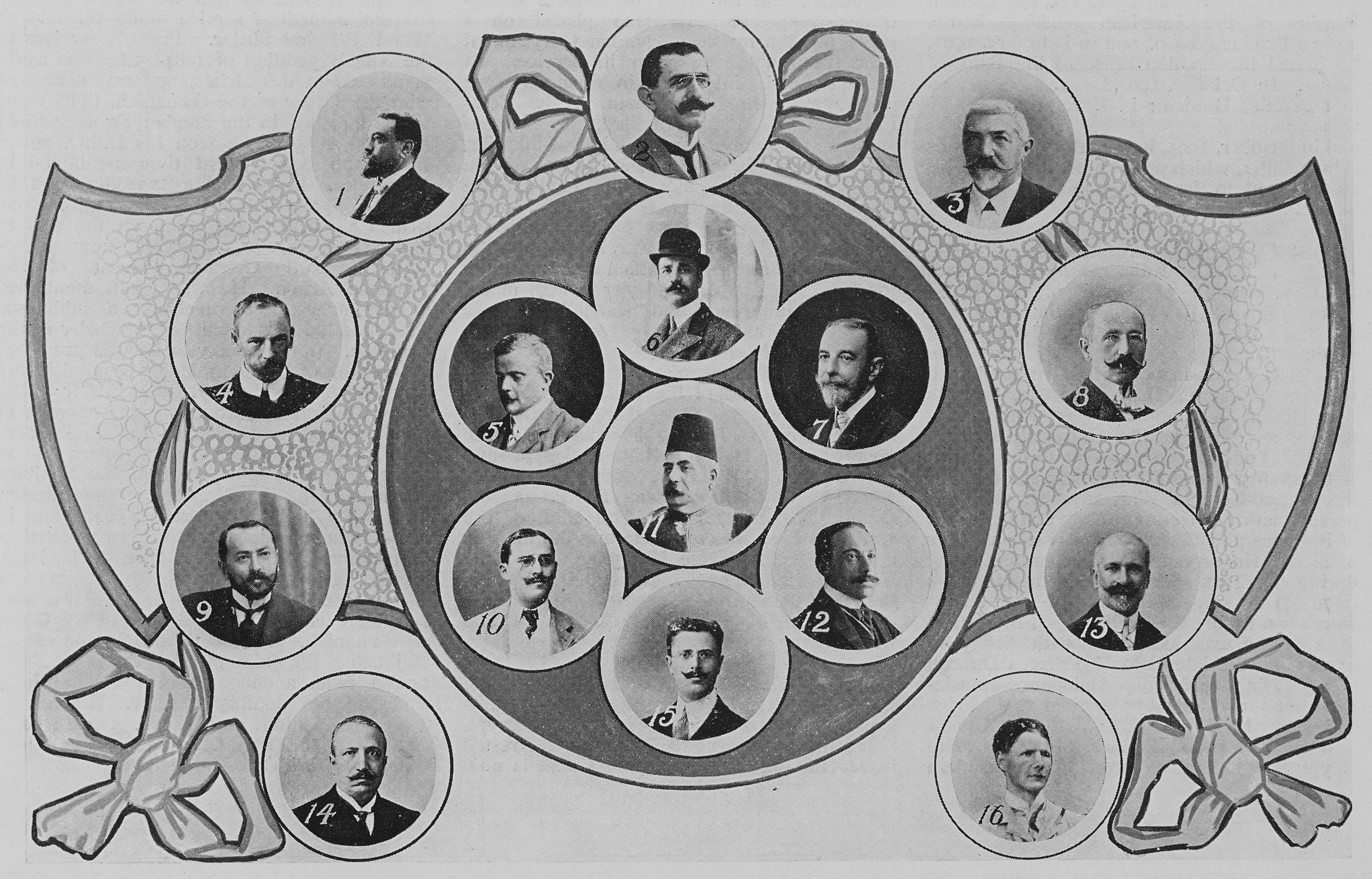
Porträt-Collage von Bankdirektoren in Ägypten aus dem Jahr 1909. Das Porträt von Samuel Ritscher ist unter der Nummer 10 zu finden.

Samuel Ritscher (* 17. Januar 1870 in Graz; † 26. Januar 1938) war ein hochrangiger Bankmanager in Deutschland. Er war in den 1920er Jahren Direktor der staatlichen Reichs-Kredit-Gesellschaft und seit 1932 eine führende Persönlichkeit der Dresdner Bank.

## Leben
Er war vor dem Ersten Weltkrieg für österreichische und deutsche Banken auf dem Balkan tätig. Zwischen 1906 und 1915 war er erster Direktor der Filialen der Deutschen Orientbank in Ägypten. Zwischen 1916 und 1924 war er als stellvertretendes Vorstandsmitglied bei der Dresdner Bank tätig. Seit 1924 war Ritscher Direktor und Vorstandsmitglied der staatlichen Reichs-Kreditgesellschaft. Diesen Posten bekleidete er bis 1932. Als solcher hatte er eine bedeutende Mittlerrolle zwischen Industrie und Politik inne. Dabei war er in den 1920er Jahren auch an den Expansionsbestrebungen von Friedrich Flick in Ostoberschlesien beteiligt. 1929 trat er der Gesellschaft der Freunde bei.
Nachdem die Dresdner Bank in die Kontrolle des Reiches übergegangen war, wurde Ritscher auf Betreiben von Heinrich Brüning 1932 erneut Vorstandsmitglied und Direktor mit Sitz in Berlin. Bis zur Fusion mit der Darmstädter und Nationalbank war er Vorsitzender des neu gegründeten Kredit- und Personalausschusses der Bank, der ihr wichtigstes Machtzentrum bildete. Damit war er die führende Person der Bank.  Auch nach der Fusion mit der Danatbank blieb er neben Carl Goetz die zentrale Führungspersönlichkeit der Dresdner Bank.
Daneben war er auch Mitglied zahlreicher Aufsichtsräte. Darunter war die Deutsche Orientbank AG, die Preußische Hypotheken-Aktienbank, die Hermes Kreditversicherung Bank AG und der British and German Trust LtD. In London. Von 1932 bis 1936 gehörte er auch dem Aufsichtsrat des Krupp-Konzerns an.
Nach der Machtübernahme der Nationalsozialisten hatte Goetz in der Dresdner Bank faktisch die Rolle eines Vorstandsvorsitzenden inne, weil Ritschler wegen seiner jüdischen Herkunft Angriffen ausgesetzte war. Im Dezember 1933 erhielt Goetz schließlich auch offiziell das Amt des Vorstandssprechers. Trotz seiner Herkunft konnte sich Ritscher im Gegensatz zu den übrigen jüdischen Mitgliedern der Geschäftsführung bis 1936 im Vorstand der Dresdner Bank behaupten. In der faktisch verstaatlichen Bank wurde er im Sinne des Berufsbeamtengesetz von 1933 als „geschützter Nichtarier“ geführt.
Obwohl Rietscher bereits 65 Jahre war, übertrug ihm die Bank nach seinem Ausscheiden aus dem Vorstand die Verantwortung für die Filialen auf dem Balkan und dem Nahen Osten. Damit konnte er Deutschland verlassen. Da es gelang, den Auslandsaufenthalt im volkswirtschaftlichen Interesse des Reiches darzustellen, brauchte Ritscher keine sogenannte Reichsfluchtsteuer entrichten und konnte sein Vermögen ins Ausland retten. Ritscher, der aus der Vergangenheit gut mit den Verhältnissen im Orient und insbesondere in Ägypten vertraut war, hat sich für die Geschäfte der Bank in dieser Region als vorteilhaft erwiesen.